# Lights Out (UFO-Album)
Lights Out ist das sechste Studio-Musikalbum der britischen Band UFO, das am 7. Mai 1977 über das Label Chrysalis Records veröffentlicht wurde. Es erreichte Platz 23 der US-amerikanischen Billboard-Charts und ist somit das erfolgreichste Album in der Bandgeschichte.

## Umstände
Nachdem das deutsche „Wunderkind“, der Gitarrist Michael Schenker 1973 die Scorpions verließ, um sich UFO anzuschließen, ging es mit den Briten bergauf. 1974 wurde das Album Phenomenon veröffentlicht und erreichte Platz 202 der US-amerikanischen Charts. Die 1975 erschienene LP Force It schaffte es in den Vereinigten Staaten sogar auf Platz 71. Die 1976 erschienene No Heavy Petting-Langspielplatte erhielt jedoch einen kleinen Dämpfer. Sie erreichte nur Platz 169. Die Aufnahmen dann von Lights Out fanden in den AIR Studios in London statt und von Februar bis März 1977 erfolgte der Mix ebenfalls in London, jedoch in den PYE Studios. Keyboarder Danny Peyronel, der lediglich auf dem Vorgänger No Heavy Petting zu hören ist, wurde hier durch Paul Raymond ersetzt. Außerdem konnte man für den bisherigen Produzenten Leo Lyons (Bassist von Ten Years After) Ron Nevison gewinnen. Das Coverdesign stammt von Hipgnosis.
Mit Alan McMillan ist zum ersten Mal ein Musiker in der Band zu hören, der mit Synthesizer Horn- und Streicher-Arrangements in einige Lieder einbaute. Insbesondere sticht dies bei Love to Love hervor.

## Titelliste
1. Too Hot to Handle (Pete Way, Phil Mogg)
2. Just Another Suicide (Phil Mogg)
3. Try Me (Michael Schenker, Phil Mogg)
4. Lights Out (Michael Schenker, Phil Mogg, Andy Parker, Pete Way)
5. Gettin’ Ready (Michael Schenker, Phil Mogg)
6. Alone Again Or (Bryan MacLean)
7. Electric Phase (Pete Way, Phil Mogg, Michael Schenker)
8. Love to Love (Michael Schenker, Phil Mogg)

## Bonustracks
- Lights Out (Live) (Michael Schenker, Phil Mogg, Andy Parker, Pete Way)
- Gettin' Ready (Live) (Michael Schenker, Phil Mogg)
- Love to Love (Live) (Michael Schenker, Phil Mogg)
- Try Me (Live) (Michael Schenker, Phil Mogg)
- On With The Action (Live) (Michael Schenker, Phil Mogg)

## Singles
1. Too Hot to Handle (Pete Way, Phil Mogg)
2. Lights Out (Michael Schenker, Phil Mogg, Andy Parker, Pete Way)
3. Alone Again Or (Bryan MacLean)
4. Love to Love (Michael Schenker, Phil Mogg)
5. Gettin' Ready (Michael Schenker, Phil Mogg)
6. Try Me (Michael Schenker, Phil Mogg)

## 2CD Deluxe Edition 2024 Remaster + Rarities + Live at Roundhouse, 1977
CD 1:
1. Too Hot to Handle (Pete Way, Phil Mogg)
2. Just Another Suicide (Phil Mogg)
3. Try Me (Michael Schenker, Phil Mogg)
4. Lights Out (Michael Schenker, Phil Mogg, Andy Parker, Pete Way)
5. Gettin’ Ready (Michael Schenker, Phil Mogg)
6. Alone Again Or (Bryan MacLean)
7. Electric Phase (Pete Way, Phil Mogg, Michael Schenker)
8. Love to Love (Michael Schenker, Phil Mogg)

- Too Hot to Handle (Edit) (Pete Way, Phil Mogg)
- Alone Again Or (Acoustic Rough Studio Version) (Bryan MacLean)
- Try Me (7" Version) (Michael Schenker, Phil Mogg)

CD 2 - Live at The Roundhouse, London, 2nd April 1977 (2024 Mix):
- Lights Out (Michael Schenker, Phil Mogg, Andy Parker, Pete Way)
- Gettin’ Ready (Michael Schenker, Phil Mogg)
- Love to Love (Michael Schenker, Phil Mogg)
- On with the Action (Michael Schenker, Phil Mogg)
- Doctor Doctor (Michael Schenker, Phil Mogg)
- Try Me (Michael Schenker, Phil Mogg)
- Too Hot to Handle (Pete Way, Phil Mogg)
- Out in the Street (Pete Way, Phil Mogg)
- This Kid´s (Michael Schenker, Phil Mogg)
- Shoot Shoot (Michael Schenker, Phil Mogg, Pete Way, Andy Parker)
- Rock Bottom (Michael Schenker, Phil Mogg)
- Let it Roll (Michael Schenker, Phil Mogg)
- C´mon Everybody (Eddie Cochran, Jerry Capehart)